# Autovía de las Rías Bajas
La autovía de las Rías Bajas o A-52 es una autovía española que une Castilla y León con Galicia,en concreto las provincias de Zamora, Orense y Pontevedra, desde la ciudad de Benavente (Zamora) hasta Porriño (Pontevedra), a 15 km de la ciudad de Vigo y a 35 de la ciudad de Pontevedra. En el tramo dentro de Galicia, la vía recibe la denominación en lengua gallega de "Autovía das Rías Baixas".

## Historia
Sustituye a la N-525 y a la N-120 como vías de larga distancia (hasta 2001 el primer tramo de la hoy N-525 se llamaba CL-620). Tiene 307 km de longitud, su inicio se halla en el p.k. 267 de la autovía del Noroeste (A-6), pasada la ciudad de Benavente ,(al tiempo que conecta con la A-66) y su final de momento en el punto kilométrico 306 en donde enlaza con la A-55. En un futuro se pretende llevarla hasta Vigo constituyendo una alternativa a la A-55 y a la AP-9. Atraviesa tres provincias (Zamora, Orense y Pontevedra) y cuenta con varios túneles y viaductos de cierto tamaño.
Su construcción se remonta a inicios de 1994 en que se empezaron las obras en el tramos Melón-Barbantes (Orense) y termina el 28 de diciembre de 1998 cuando se puso en servicio el último tramo entre Requejo (Zamora) y Vilavella (Orense) derivado de la dificultad de este último. Cabe destacar que la obra resultó más costosa de lo que en un primer momento se preveía, e incluso los continuos desprendimientos de tierras, las dificultades orográficas aparecidas y la complejidad del trazado hicieron pensar que nunca se terminaría. Los primeros tramos abiertos (con varios subtramos), en 1996, se correspondían con el tramo Vigo-Orense (el de mayor volumen de tráfico) y finalizaron con los últimos tramos de La Cañiza-Túnel de O Folgoso y Orense-Ribadavia, ambos tramos finalizaron en diciembre de 1998), y los tramos (incluyendo subtramos) entre Orense y Benavente fueron inaugurados en febrero de 2000, con la puesta del servicio de una segunda calzada del túnel de La Canda del tramo Requejo-Villavieja.
En el punto kilométrico 99 de esta vía se encuentra el túnel de Padornelo, con una altitud en este tramo es de 1381 m s. n. m., lo que la sitúa como la vía de alta capacidad a más altitud de España.
Tras superar el estudio informativo, al 25 de octubre de 2007, entra en redacción el proyecto para la prolongación de la autovía hasta la ciudad de Vigo con un túnel de 2,8 km bajo el monte de Puxeiros y una distancia total de 1430 m sobre viaductos, como alternativa a la actual A-55. Las obras tenían previsto su inicio en otoño del 2013 (ya se había licitado el proyecto, en marzo de 2009, adjudicado en otoño del 2009, cuya la redacción del proyecto duraría 18 meses, hasta primavera del 2011), y así poder licitar las obras en otoño del 2011 y adjudicarse las obras en invierno del 2012) y su finalización debía tener lugar entre otoño del 2016 a la primavera del 2017. La prolongación constaría de 10,3 km y costará alrededor de 169 millones de euros.
Sin embargo, actualmente el proyecto de la prolongación de la autovía A-52 desde Porriño a Vigo ha sido cancelado, ya que había reiniciado el estudio informativo del Ministerio de Transportes, Movilidad y Agenda Urbana (en la llegada de la ministra Ana Pastor). Contó con un presupuesto para la proyección del año 2015 de 2.592.940 € (este presupuesto está contando para la nueva redacción de proyecto y no hay presupuesto para más allá del 2016 y 2017, según en el último Presupuesto General del Estado del año 2014.

## Cuestiones medioambientales
El tramo de la A-52 que recorre el noroeste de la provincia de Zamora, a su paso por las comarcas de La Carballeda y de Sanabria, ha sido identificado por varios grupos ecologistas como el punto negro de las carreteras españolas para el lobo, especie que en España goza de estatus de protección. Son varias las razones que originan esta problemática, en su mayor parte relacionadas con la falta de mantenimiento de la autovía a su paso por el citado territorio.

## Tramos
| Denominación | Tramo | km           | Año servicio / Estado (2025)                                                        |
| ------------ | --- | ------------ | ----------------------------------------------------------------------------------- |
| A-52         | Benavente A-6 A-66 - Camarzana de Tera | 29,4         | 1998                                                                                |
| A-52         | Camarzana de Tera - Mombuey | 29           | 1998                                                                                |
| A-52         | Mombuey - Requejo de Sanabria | 33,5         | 1997                                                                                |
| A-52         | Requejo de Sanabria - Villavieja | 25           | Apertura parcial: 1998 Apertura completa: 2000                                      |
| A-52         | Villavieja - Navallo/Río Mente | 18,9         | 1997                                                                                |
| A-52         | Navallo/Río Mente - Fumaces | 10           | 1998                                                                                |
| A-52         | Fumaces - Alto de Estivadas | 23           | 1998                                                                                |
| A-52         | Alto de Estivadas - Ababides | 14           | 1998                                                                                |
| A-52         | Ababides - San Ciprián de Viñas Subtramo: Ababides - Allariz Subtramo: Allariz - San Ciprián de Viñas (primera calzada provisional) Subtramo: Allariz - San Ciprián de Viñas (segunda calzada completa) | 22,9 4,5 4,5 | 1997 1998                                                                           |
| A-52         | San Ciprián de Viñas - Orense (Oeste) | 8,8          | 1998                                                                                |
| A-52         | Orense (Oeste) - Barbantes | 13,6         | 1998                                                                                |
| A-52         | Barbantes - Ribadavia | 10,7         | 1998                                                                                |
| A-52         | Ribadavia - Melón | 11,3         | 1997                                                                                |
| A-52         | Melón - La Cañiza | 9,1          | 1997                                                                                |
| A-52         | La Cañiza - Batallanes Subtramo: La Cañiza - Túnel de O Folgoso Subtramo: Túnel de O Folgoso - Batallanes                                                                                               | 8,5 12,3     | 1998 1996                                                                           |
| A-52         | Batallanes - Porriño A-55 | 18,9         | 1996                                                                                |
|              | Porriño A-55 - Vigo | 10,5         | Proyecto terminado (sometida a información pública) (pendiente licitación de obras) |

## Salidas

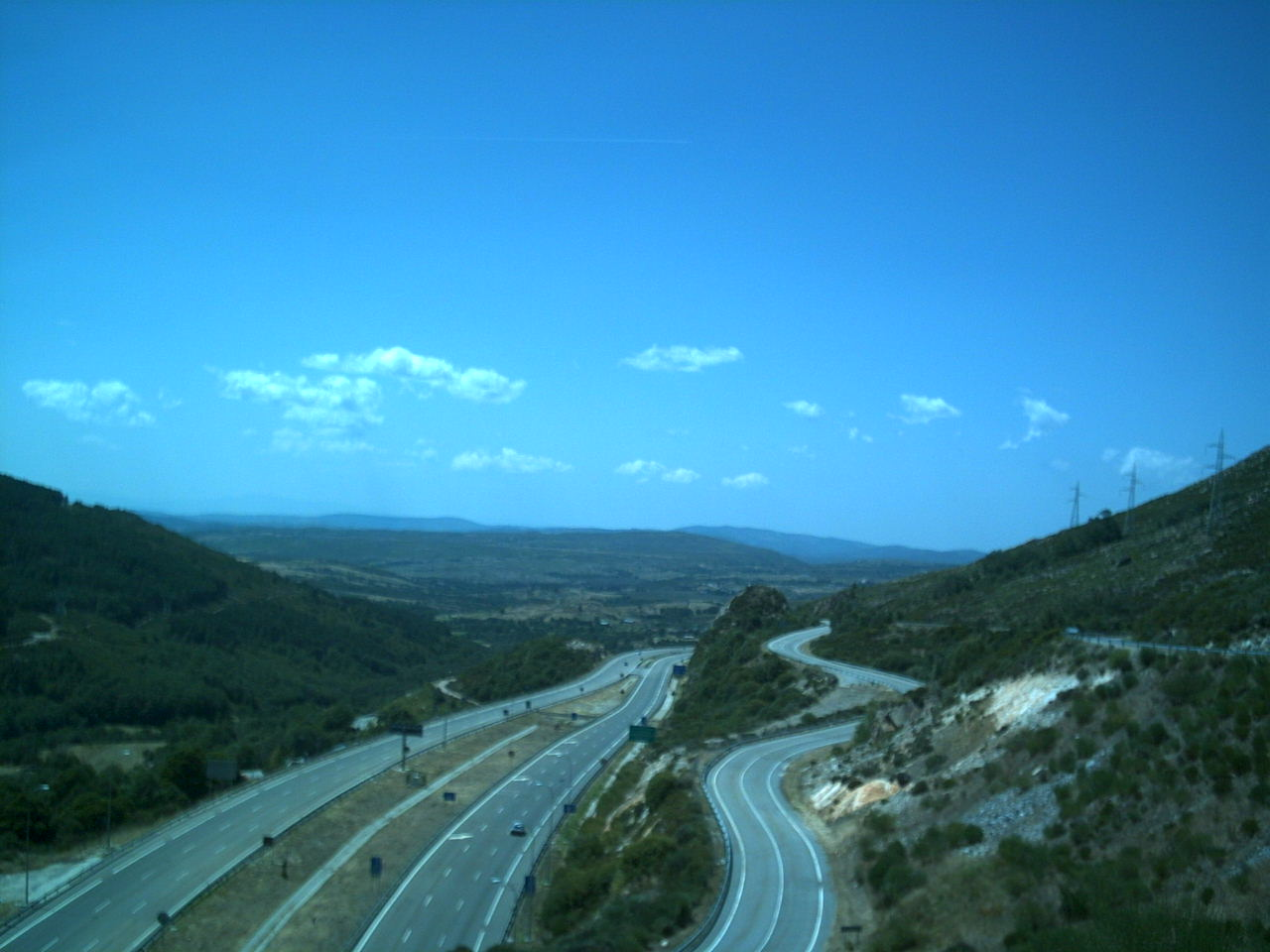
A-52 a la altura de La Canda (Orense).

| Número de Salida                             | Nombre de Salida                                                                                        | Carretera que enlaza observaciones |
| -------------------------------------------- | --- | ---------------------------------- |
| 1                                            | León - Oviedo                                                                                           | A-66                               |
| 1                                            | La Bañeza - Lugo - La Coruña                                                                            | A-6                                |
| 2                                            | Benavente - Madrid - Zamora                                                                             | A-6                                |
| 4 (sentido Vigo) - 6 (sentido Benavente)     | Manganeses de la Polvorosa - Villabrázaro - Santa Cristina de la Polvorosa                              |                                    |
| 15                                           | Quiruelas de Vidriales - Quintanilla de Urz                                                             |                                    |
| 29                                           | Camarzana de Tera - La Bañeza                                                                           | ZA-110                             |
| 49                                           | Zamora Rionegro del Puente                                                                              | N-631 N-525                        |
| 54 (sentido Vigo) - 57 (sentido Benavente)   | Mombuey                                                                                                 | N-525                              |
| 75                                           | Palacios de Sanabria - Otero de Sanabria                                                                | N-525                              |
| 79 (sentido Vigo) - 85 (sentido Benavente)   | Puebla de Sanabria - Lago de Sanabria                                                                   | N-525                              |
| 91 (sentido Vigo) - 92 (sentido Benavente)   | Requejo                                                                                                 | N-525                              |
|                                              | Túnel del Padornelo 830 m                                                                               |                                    |
|                                              | Portillo del Padornelo 1361m                                                                            |                                    |
| 99 (sentido Vigo) - 103 (sentido Benavente)  | Padornelo - Aciberos                                                                                    | N-525                              |
| 106 (sentido Vigo) - 107 (sentido Benavente) | Lubián - Hermisende                                                                                     |                                    |
| 108 (sentido Vigo)                           | Chanos - Las Hedradas                                                                                   | N-525                              |
|                                              | Túnel De La Canda 450 m                                                                                 |                                    |
|                                              | Portela da Canda 1241 m                                                                                 |                                    |
|                                              | Provincia de Orense GALICIA / Provincia de Zamora CASTILLA Y LEÓN                                       |                                    |
| 114 (sentido Vigo) - 117 (sentido Benavente) | Villavieja - Portugal                                                                                   | N-525                              |
| 120 (sentido Benavente)                      | Pereiro - La Mezquita - Portugal                                                                        | N-525 OU-311                       |
| 124 (sentido Vigo) - 129 (sentido Benavente) | La Gudiña-Viana del Bollo- A Rúa de Petin                                                               | N-525 OU-533                       |
| 132                                          | Erosa - Pentes                                                                                          |                                    |
| 143                                          | As Vendas da Barreira - Riós                                                                            | N-525                              |
| 151                                          | Fumaces - Vilardevós                                                                                    | N-525                              |
| 155                                          | Verín - Vilardevós                                                                                      | OU-310                             |
| 159 (sentido Vigo)                           | Chaves - Portugal                                                                                       | A-75                               |
| 160                                          | Verín - Oímbra - Portugal                                                                               | N-532 A-75                         |
| 166 (sentido Benavente)                      | Monterrey - Verín - Vilaza                                                                              | OU-1014                            |
| 173                                          | Cualedro - Albarellos                                                                                   | N-525 OU-902                       |
| 181                                          | Trasmiras - Villaderrei                                                                                 | N-525                              |
| 188                                          | Ginzo de Limia - Abavides                                                                               | N-525                              |
| 193                                          | Ginzo de Limia                                                                                          | N-525                              |
| 202                                          | Sandiás                                                                                                 | N-525                              |
| 210 (sentido Vigo) - 211 (sentido Benavente) | Allariz - Taboadela - Polígono industrial San Cibrán                                                    | N-525                              |
| 213                                          | ENTRADA/SALIDA CERRADA Futura Área de Servicio de Taboadela (sometida a información pública) 0-24 horas |                                    |
| 217                                          | La Merca - Celanova Polígono San Cibrao Das Viñas Rante                                                 | AG-31 VG-3.1                       |
| 224                                          | Orense sur - San Cibrán das Viñas - Celanova - Polígono industrial de San Ciprián                       | N-525 OU-540                       |
| 228 (sentido Vigo)- 230 (sentido Benavente)  | Orense centro                                                                                           | OU-11                              |
| 233                                          | Orense norte - Monforte de Lemos Lugo - Cañón del Sil                                                   | N-120 N-525 N-540                  |
|                                              | Túnel de Alongos 202 m                                                                                  |                                    |
| 240                                          | Cortegada Santiago de Compostela - Lalín                                                                | OU-402 AG-53                       |
| 241                                          | Carballiño - Pontevedra                                                                                 | N-541                              |
| 249 (sentido Vigo)                           | Área de Servicio de Ribadavia 0-24 horas                                                                |                                    |
| 252                                          | Ribadavia                                                                                               | N-120                              |
| 262                                          | Melón - Quins                                                                                           | N-120                              |
|                                              | Provincia de Pontevedra / Provincia de Orense                                                           |                                    |
| 269 (sentido Vigo)                           | La Cañiza                                                                                               | N-120                              |
| 271 (sentido Vigo) - 272 (sentido Benavente) | La Cañiza - Crecente - Arbo                                                                             | PO-5005                            |
|                                              | Túnel Do Folgoso 2550 m                                                                                 |                                    |
| 282 (sentido Benavente)                      | Nieves - La Franqueira                                                                                  | PO-5001                            |
| 287                                          | Nieves - Batallanes                                                                                     |                                    |
| 291 (sentido Vigo) - 294 (sentido Benavente) | Puenteareas - Salvatierra de Miño - Portugal                                                            | AG-51                              |
| 303                                          | Canes                                                                                                   | N-120                              |
| 305                                          | Porriño                                                                                                 | N-120                              |
| 306                                          | Redondela - Pontevedra                                                                                  | N-550                              |
| 307                                          | Vigo Pontevedra                                                                                         | A-55 AP-9                          |
| 307                                          | Tuy - Portugal Bayona                                                                                   | A-55 AG-57                         |